# Gérant municipal
 (mai 2025).

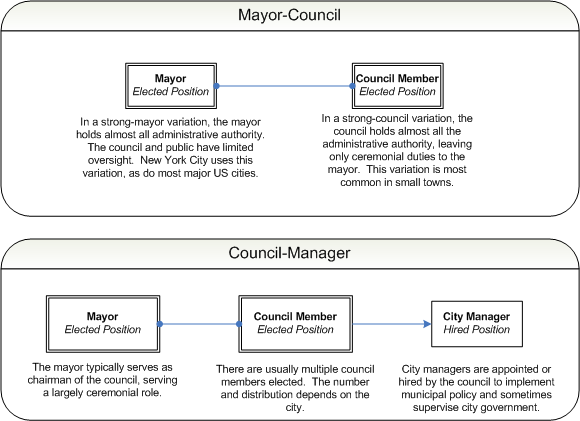
Schéma de l'organisation d'un conseil municipal aux Etats-Unis et au Canada.

Un gérant municipal est  au Canada, aux États-Unis (en anglais city manager, ou parfois chief administrative officer) un fonctionnaire employé ou désigné par le conseil municipal comme l'administrateur d'une municipalité dans un gouvernement à gérance municipale, un régime courant.
L'archétype en est celui de Dayton dans l'Ohio (USA).
Au Québec, il est parfois appelé directeur général en français.
Les responsabilités et le rôle du gérant municipal incluent :
- la supervision des opérations quotidiennes de tous les services de la municipalité
- la supervision des chefs de services
- la préparation du budget municipal annuel et les différentes options sur lesquelles votent le conseil
- la recherche sur les points intéressant le conseil et la formulation de recommandations
- la rencontre avec les citoyens et les associations locales

Ces responsabilités peuvent varier d'une municipalité à l'autre. Le gérant municipal a souvent le pouvoir d'embaucher ou licencier un employé municipal ou un directeur de service, mais dans certains cas ce type d'action doit être préalablement approuvé par le conseil. Le gérant municipal se doit de rester apolitique.